# Praga S5T
Praga S5T (silniční pětituna, hovorově espětka) je silniční nákladní automobil střední tonáže, postavený na bázi terénní třítuny Praga V3S, ze které převzal především hnací ústrojí, upravený rám a kabinu. Na rozdíl od V3S je S5T dvounápravový, s pohonem na zadní nápravu (znak 4×2). Postupně vznikly tři vývojové verze, lišící se hlavně použitým motorem. Základním provedením vozidla byl valník a třístranný sklápěč. Vedle nich se však na vůz osazovaly i jiné účelové nástavby. Dále ještě existovaly varianty s prodlouženým rozvorem nebo prodlouženou kabinou. Pod označením S5T-TN vznikaly návěsové tahače založené na upraveném šasi S5T. Výroba automobilu Praga S5T probíhala v letech 1956–1961 v AZKG Praha-Vysočany, a poté, až do jejího ukončení v roce 1972, v Avii Letňany.

## Historie
Automobilka Praga pokračovala po skončení druhé světové války s výrobou předválečných typů Praga RN/RND. Od konce čtyřicátých let probíhal vývoj nové řady nákladních vozů s užitečnou nosností 2 až 5 tun, označených N2T až N5T. Jejich výroba měla být zahájena v roce 1952. Tomu však zabránila reorganizace československého automobilového průmyslu a počátek studené války. Přednost dostala výroba terénního nákladního vozidla určeného pro armádu, typu Praga V3S.

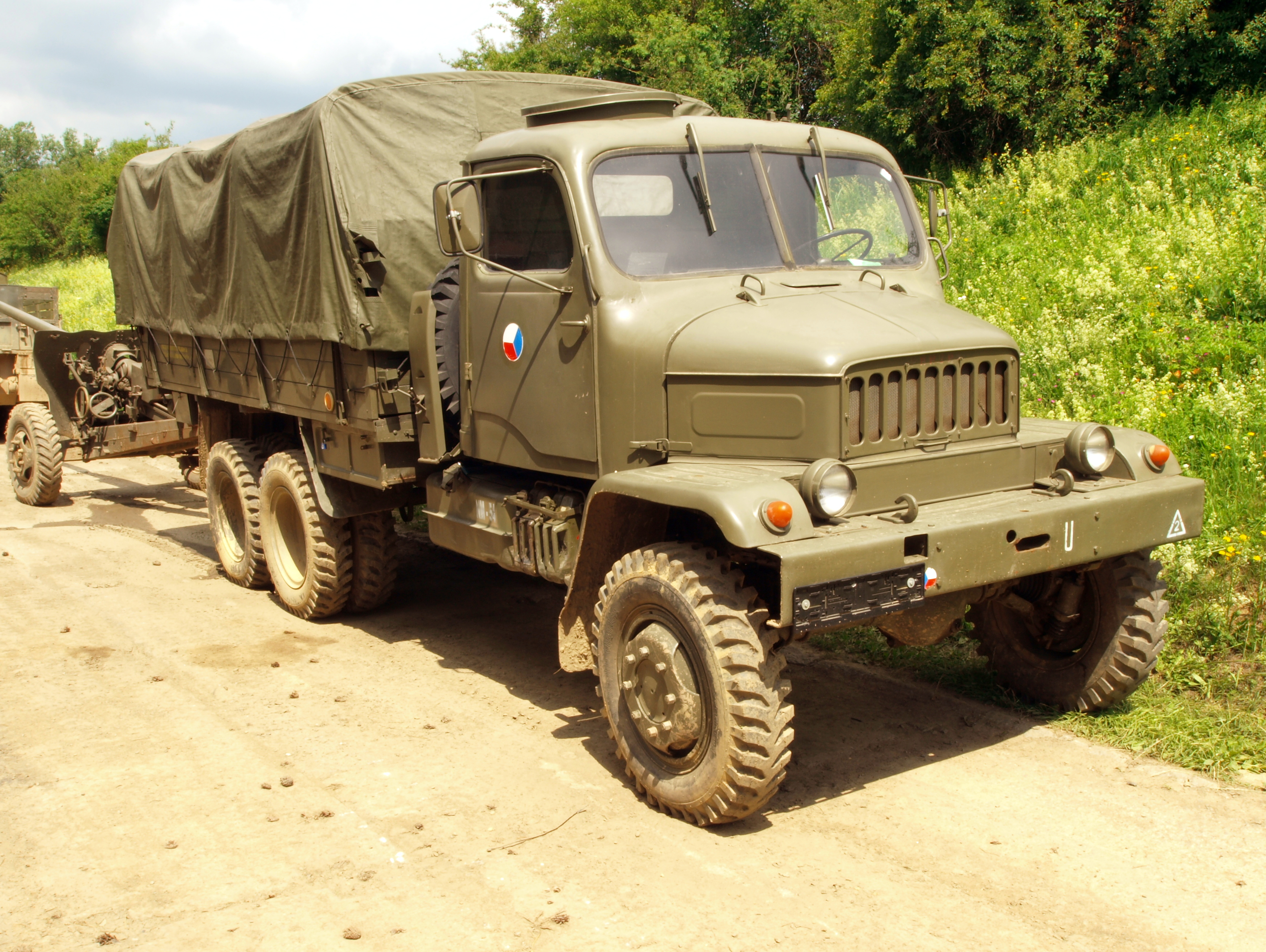
Praga V3S, základ vozu S5T

Potřeba náhrady dobíhajících typů RN/RND však narůstala, přičemž ale nově produkovaný terénní speciál V3S se pro běžné civilní použití příliš nehodil kvůli své značné nehospodárnosti. Řešením se měl stát nový silniční nákladní automobil s užitečnou hmotností 5 tun, který by se dal vyrábět souběžně s typem V3S. Kvůli urychlení vývoje a umožnění společné produkce bylo z typu V3S převzato hnací ústrojí, upravená kabina a řada dalších dílů. Nový vůz, označený S5T (silniční pětituna), měl být pouze dočasným řešením do náběhu výroby zcela nových typů. Prototyp ještě s kapotou ve stylu V3S vznikl v roce 1955. Roku 1956 vznikly první předsériové vozy a v roce 1957 byla zahájena sériová výroba. Typ S5T nahradil roku 1962 vylepšený typ S5T-2 s výkonnějším motorem. O čtyři roky později (1966) vznikla verze S5T-3 s dále upraveným motorem o větším zdvihovém objemu. Vůz byl v Československu ve své době prakticky výhradním zástupcem kategorie silničních nákladních automobilů střední tonáže, proto doznal širokého využití v nejrůznějších úlohách. Kromě klasických valníků a třístranných sklápěčů bylo na šasi S5T montováno velké množství účelových nástaveb, především komunálních, fekálních, skříňových, pojízdných prodejen a jiných. Existovaly také vozy s prodlouženým šasi nebo prodlouženou pětimístnou třídveřovou kabinou. Vůz posloužil i jako expediční vozidlo při řadě československých expedic, například v roce 1969 při horolezecké expedici Annapurna IV. Roku 1961 vznikl prototyp návěsového sedlového tahače S5T-TN s prodlouženou kabinou. Do sériové výroby vstoupily verze S5T-2-TN a S5T-3-TN, které nesly trambusovou kabinu původem z vozu Škoda 706 RT.

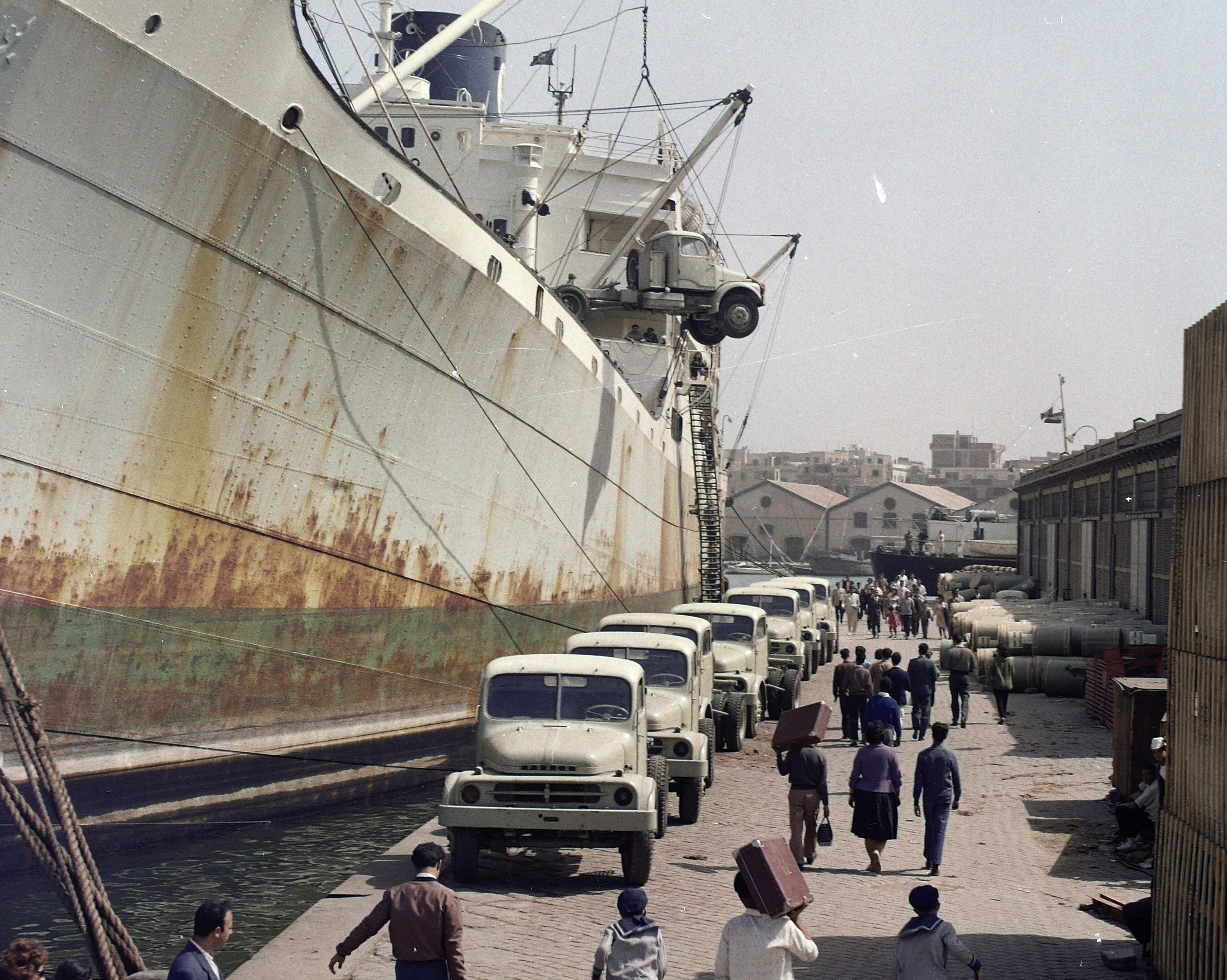
Vozy Praga S5T první výrobní verze vykládané v Alexandrii, 1962

Vozy Praga S5T původně vyráběla továrna Automobilové závody Klementa Gottwalda, národní podnik (dříve Auto-Praga, n. p.). V roce 1961  proběhl přesun jejich výroby do Automobilových závodů Letňany, n. p. Kvůli potřebě uvolnění výrobních kapacit pro nabíhající vozy Avia A15 a A30 však počátkem roku 1972 produkce řady S5T skončila. Celkem vzniklo přes 50 000 vozů všech typů, přičemž část z nich byla exportována.
Jako náhradu za S5T vyvinuly automobilky Praga a Avia několik prototypů, ale žádný z nich se do výroby nedostal. To mělo několik příčin, především absenci výrobních kapacit a také rozhodnutí RVHP vyrábět nákladní vozy střední hmotnostní kategorie v NDR. Potřebu středních nákladních automobilů v Československu (hmotnostně mezi domácími typy Avia A30 a LIAZ RT/MT) tak nadále kryl dovoz, a to zvláště východoněmeckého vozu IFA W50.

## Vývojové verze

### S5T-1

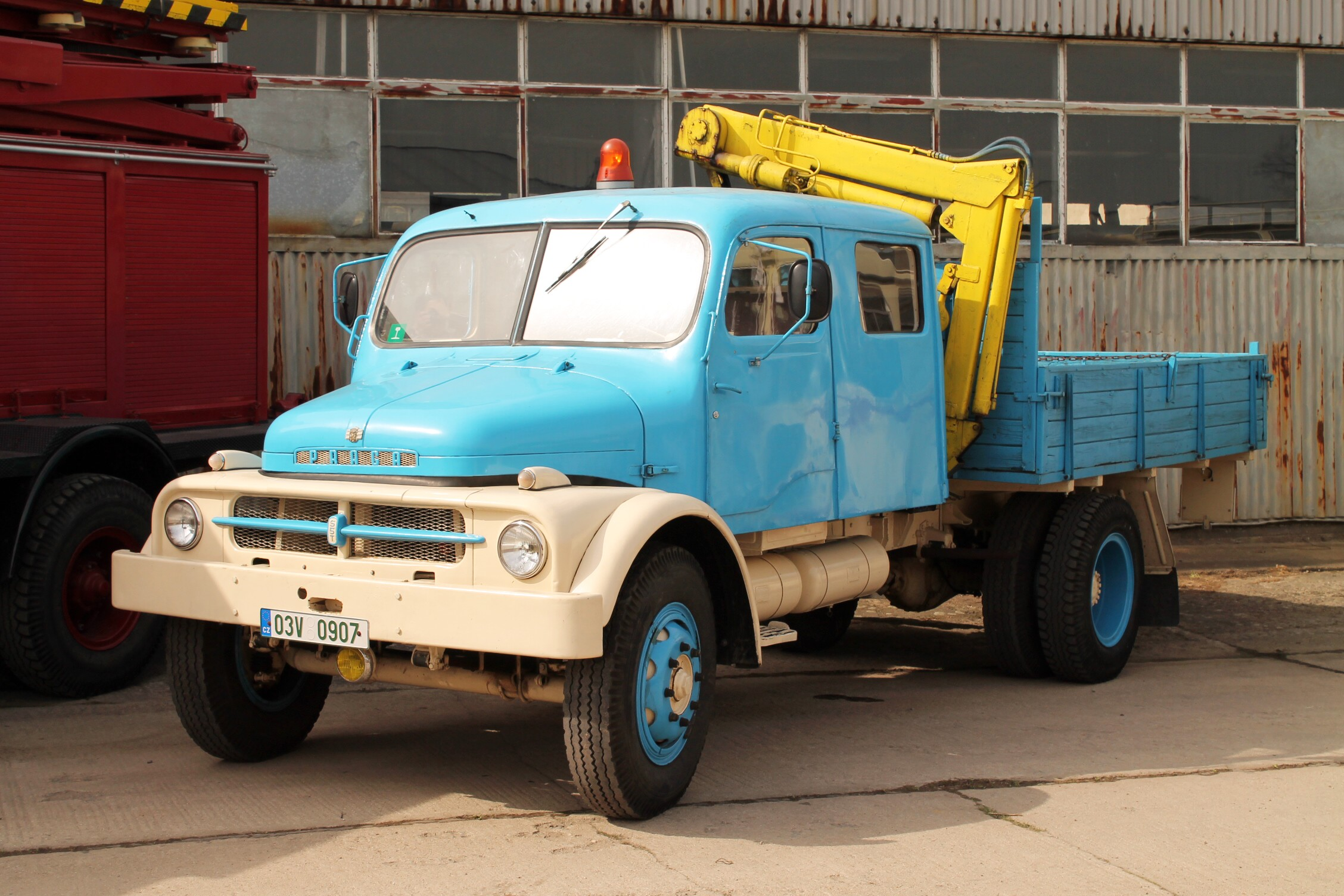
Praga S5T-1 s prodlouženou kabinou a hydraulickou rukou, vyráběná pro potřeby Československých spojů. Zadní dveře se nacházejí pouze na pravé straně. Maska vozu je charakteristická pro první sériové provedení.

První sériová verze nesla tovární označení S5T (v pozdější literatuře je pro přehlednost označována jako S5T-1). Z vozu V3S převzala nezměněný motor T 912 (opět později označovaný T 912-1) o výkonu 72 kW (98 k), spojka a hlavní převodovka. Za hlavní převodovkou byla umístěna přídavná dvoustupňová elektropneumaticky řazená převodovka. S5T dostala pouze jednu zadní (hnací) nápravu s dvojmontáží. Kolové redukce částečně nahradil dvojnásobný převod v rozvodovce, zcela nová a jednodušší přední náprava postrádala pohon. Těmito úpravami se podařilo značně snížit hmotnost a spotřebu paliva oproti typu V3S.
Rám vozu S5T byl podobně jako u V3S pružný žebřinový, avšak s jinými rozměry a uspořádáním. Také řízení doznalo oproti V3S úpravy.
Kabinu převzatou z V3S konstruktéři opatřili lepší protihlukovou izolací, naopak bylo zrušeno vyklápění čelních oken a kruhový poklop na střeše. Spojení kabiny a rámu zajišťovalo tříbodové uložení. Vůz dostal novou kapotu a masku větších rozměrů, s ozdobnou lištou se štítkem S5T uprostřed. Pod předním nárazníkem se nacházel mlhový světlomet.
Produkce této základní verze skončila v roce 1962. Během ní vzniklo 9330 vozů.

### S5T-2
Zdokonalená verze S5T-2 vznikla na základě provozních zkušeností s dosavadním typem S5T-1. Především se ukázala potřeba výkonnějšího motoru a zesílení konstrukce vozu. Proto vůz S5T-2 dostal upravený motor T 912-2 vyvinutý automobilkou Tatra s výkonem zvýšeným na 81 kW (110 k). Toho se podařilo dosáhnout zvýšením počtu otáček a změnou typu a umístění trysek vstřikování. U motoru byl dále zdokonalen systém mazání, zavedeny nové písty, účinnější čistič vzduchu a další zlepšení. Došlo také ke zdokonalení převodovky, čímž se snížila její hlučnost a ulehčilo řazení. Rám a nápravy vozidla doznaly zesílení a vůz obdržel únosnější pneumatiky. To umožnilo tolerovat překročení dovoleného zatížení o 20 % (na 6 t). Ovládání ruční brzdy nově usnadňoval posilovač, zpomalovací výfuková brzda dostala pneumaticky ovládanou klapku. Součástí výbavy se stal tachograf. Kabina dostala čtyřbodové uložení. Nové sedadlo řidiče bylo výškově i vodorovně stavitelné a teleskopicky odpružené. Akumulátor se přesunul z kabiny na rám vozidla.
Zvnějšku se S5T-2 lišila novou kapotou a maskou s užším otvorem opatřeným mřížkou. Do masky se přemístila dvojice žlutých mlhových světlometů (vedle hlavních světlometů). U vozidel vyráběných od září 1967 jsou však mlhové světlomety přesunuty pod nárazník. K vyráběným provedením přibylo prodloužené šasi s delším rozvorem (4500 mm).
Produkce S5T-2, vyráběné v Automobilových závodech Letňany (AZL), trvala do roku 1967 (podle jiných zdrojů do roku 1965) a dala vzniknout 13 235 vozům.

### S5T-3

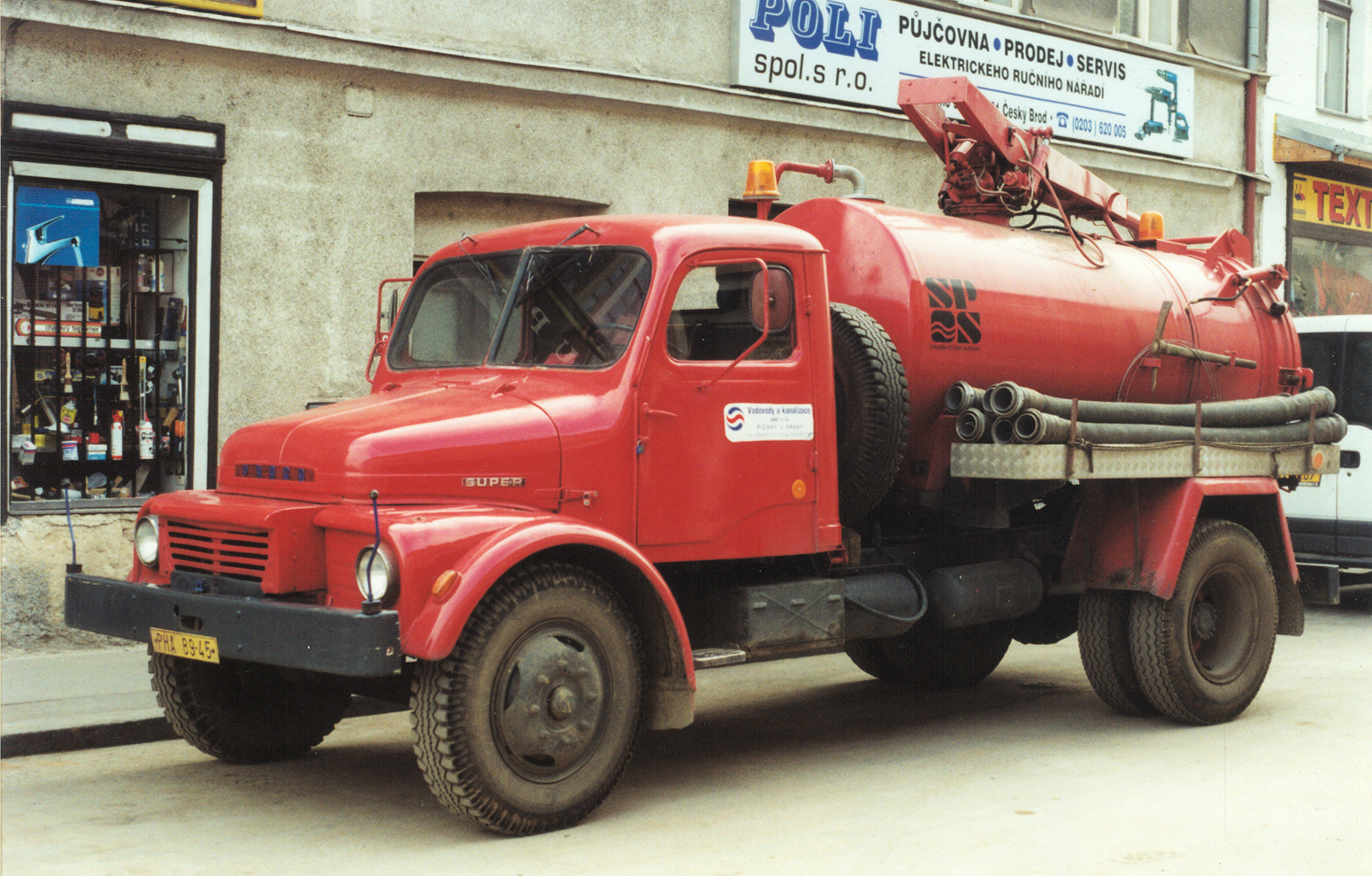
Sací vůz na šasi S5T-3 Super, určený k tlakovému čištění kanalizací a jímek. Vystupující kryt na čele ukrývá sací čerpadlo.

Hlavní odlišností typu S5T-3 se opět stal upravený motor. Ukázalo se, že motor T 912-2 vozů S5T-2 trpí nedostatečnou životností. Příčinou byly příliš vysoké provozní otáčky motoru. Proto došlo k jeho převrtání na zdvihový objem 8100 cm³. Tato úprava umožnila snížení maximálních otáček motoru a to při zachování stávajícího výkonu. Toto řešení současně přineslo zvýšení točivého momentu a snížení spotřeby paliva. Takto upravený motor dostal označení T 912-3. Další změnu znamenalo zmenšení převodového poměru v přídavné převodovce. Tím vzrostla maximální rychlost vozidla na 78 km/h.
V roce 1971 došlo k legalizování užitečné hmotnosti 6000 kg. Od té doby nesla produkovaná vozidla označení S5T-3 Super. Později však byla tato legalizace uplatněna i na stávající vozidla S5T-2 a S5T-3, vyrobená před rokem 1971.
Výroba vozů S5T-3 probíhala v AZL n. p. (počínaje rokem 1969 Avia, n. p.) od začátku dubna 1966 až do jara 1972 (podle jiných zdrojů do roku 1974). Tato varianta se stala výrobně zdaleka nejpočetnější, bylo zhotoveno 27 708 vozů.

### S5T-TN
Jako S5T-TN (tahač návěsu) byly označovány sedlové tahače, nesoucí podle typu motoru označení S5T-TN, S5T-2-TN a S5T-3-TN.
První verzí se stal tahač S5T-TN (v literatuře také S5T-1-TN) vzniklý roku 1961. Oproti klasickému valníku měl tahač zkrácený rozvor a prodlouženou dvoudveřovou kabinu, opatřenou lehátkem. Tahač byl vybaven standardní točnicí. Tento vůz měl sloužit k tahání návěsů do hmotnosti 10 t. Není jisté, zda vznikly nějaké sériové vozy.
Další verzí se stal tahač S5T-2-TN, určený především na vývoz. Od předchozího modelu se podstatně lišil především bezkapotovou kabinou se dvěma lůžky, původem z tahače Škoda 706 RTTN. Čelo kabiny doznalo lehké změny použitím upravené masky se třemi příčnými žebry. Tahač měl oproti S5T-TN dále zkrácený rozvor a novou přední nápravu. Vozy určené na export do Sovětského svazu byly vybaveny nezávislým topením a druhou palivovou nádrží (celkem 340 l). Nejvyšší hmotnost taženého návěsu vzrostla na 13,5 t. Typ S5T-3-TN se lišil pouze použitím motoru T 912-3. Výroba dala do roku 1965 dohromady celkem asi 3000 tahačů obou těchto verzí. Většina jich byla vyvezena do Sovětského svazu, a to jako součást soupravy s chladírenským návěsem N7CH nebo N10CH, vyráběných národním podnikem Orličan v Chocni.

## Technický popis

### Motor a převodovka
Motor T 912 je čtyřdobý vznětový řadový šestiválec s ventilovým rozvodem OHV, umístěný podélně za přední nápravou. Pohonná jednotka je konstrukce Tatra, odvozená z vidlicového dvanáctiválce T 103 původem z vozu Tatra 111. Je vybavena přímým vstřikem paliva. Jednotlivé válce opatřené chladicími žebry a snímatelnými hlavami jsou přišroubovány ke klikové skříni. Kliková hřídel je dělená (7 částí) a uložená v sedmi ložiskách. Mazání je tlakové oběžné. Chlazení motoru je nucené vzduchové, pomocí axiálního ventilátoru poháněného dvěma klínovými řemeny od klikové hřídele. Tyto řemeny pohání také 300W dynamo s napětím 12 V. Dynamo dobíjí dva akumulátory po 115 Ah. Spouštěč motoru má napětí 24 V a výkon 4,4 kW (6 k), při startu je napájen akumulátory zapojenými do série.
Tabulka technických parametrů motorů T 912-1, T 912-2 a T 912-3:
| Typ motoru                | T 912-1                         | T 912-2                          | T 912-3                          |
| ------------------------- | ------------------------------- | -------------------------------- | -------------------------------- |
| Zdvihový objem            | 7412 cm³                        | 7412 cm³                         | 8100 cm³                         |
| Vrtání                    | 110 mm                          | 110 mm                           | 115 mm                           |
| Zdvih                     | 130 mm                          | 130 mm                           | 130 mm                           |
| Kompresní poměr           | 16,5:1                          | 16,5:1                           | 16,5:1                           |
| Maximální výkon           | 72,1 kW (98 k) při 2100 ot./min | 81,0 kW (110 k) při 2200 ot./min | 81,0 kW (110 k) při 2000 ot./min |
| Maximální krouticí moment | 353 Nm při 1400 ot./min         | 392 Nm při 1400 ot./min          | 412 Nm při 1400 ot./min          |
| Trvalý výkon              | 44,1 kW (60 k) při 1600 ot./min | 44,1 kW (60 k) při 1600 ot./min  | 44,1 kW (60 k) při 1600 ot./min  |
| Volnoběžné otáčky         | 500 ot./min                     | 500 ot./min                      | 500 ot./min                      |
| Měrná spotřeba paliva     | 247 g/kW·h                      | 242 g/kW·h                       | 228 g/kW·h                       |
| Suchá hmotnost motoru     | 630 kg                          | 650 kg                           | 650 kg                           |

Spojka je suchá jednokotoučová. Hlavní převodovka je mechanická čtyřstupňová se zpátečkou, bez synchronizace. Čtvrtý stupeň je přímý záběr. Za hlavní převodovkou se nachází dvojstupňová redukční převodovka, řazená elektropneumaticky tlačítkem na řadicí páce. Redukční převodovku a zadní nápravu spojuje Kardanův hřídel.

### Podvozek

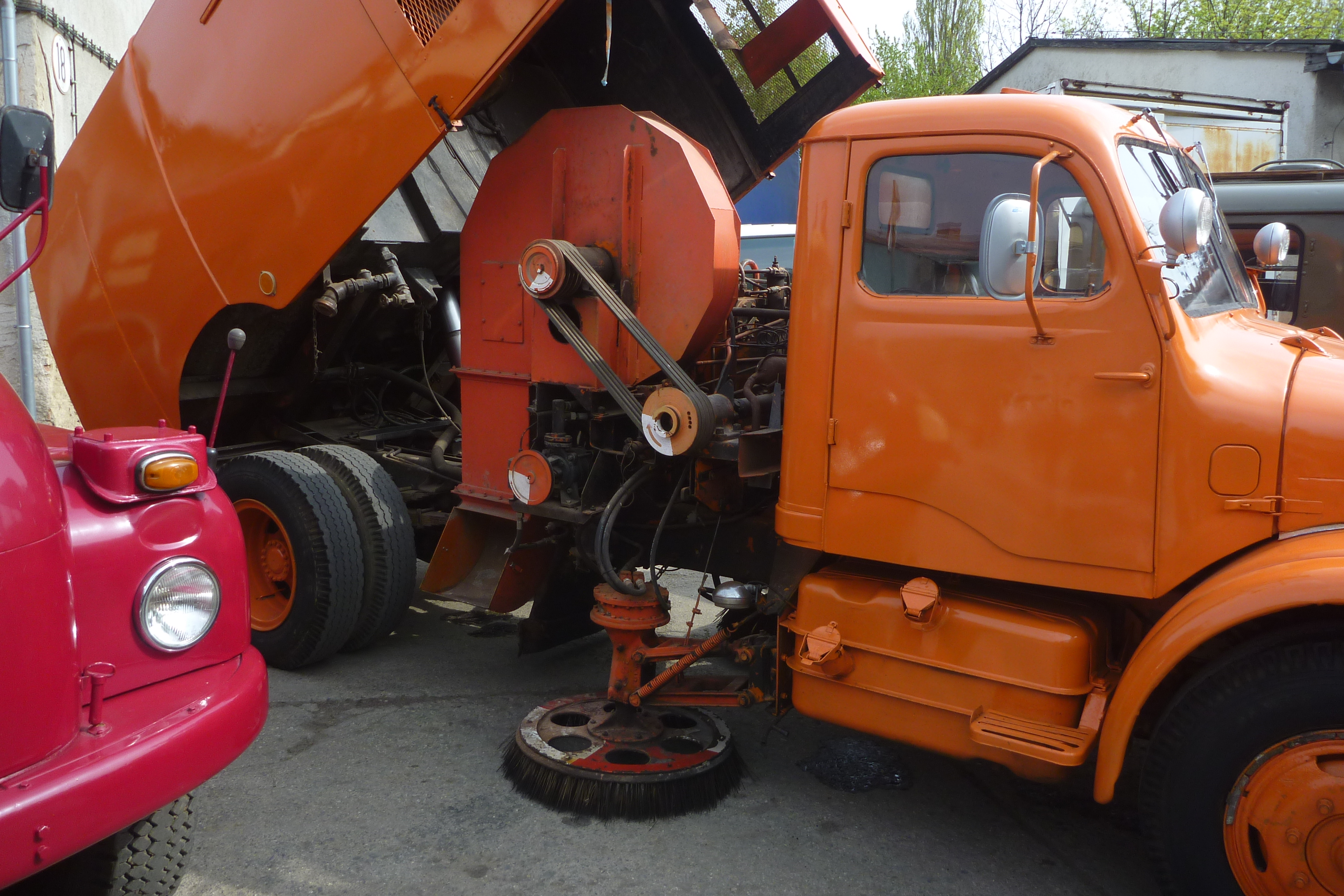
Velkoobjemové samosběrné zametací zařízení Orkán na podvozku S5T-3, výrobce Brandýské strojírny a slévárny, n. p.

Podvozkový rám je pružný žebřinový, tvořený ocelovými U profily spojenými nýtováním. Na rámu vpravo má místo palivová nádrž na 120 l. Na rámu je uložena přední řídící a zadní hnací náprava. Rozvor náprav standardních verzí je 4060 mm, prodloužených verzí 4500 mm. Rozvor náprav u tahače S5T-1-TN je 3640 mm, u verzí S5T-2-TN a S5T-3-TN pak 3100 mm.
Přední (řídící) náprava je tuhá, tvořená svařovanou trubkou. Náprava je odpružená podélnými půleliptickými listovými pery. Je opatřena dvojčinnými teleskopickými tlumiči. Řízení tvoří globoidní šnek a kladka. Zadní náprava je tuhá hnací, opatřená dvojmontáží. Náprava je odpružená dvěma podélnými půleliptickými listovými pery a dvěma pomocnými pery. V nápravě je umístěna rozvodovka s kuželovým a čelním soukolím. Celkový převod je 1:7,76. Diferenciál je opatřen elektropneumaticky ovládanou uzávěrkou.
Provozní brzda je tlakovzdušná, s brzdovými bubny na všech kolech. Vzduch dodává vzduchojem o objemu 40 l. Parkovací brzda působí na bubny zadních kol a na přívěs.
Vůz je dále vybaven odlehčovací výfukovou brzdou, ovládanou ručně (S5T) nebo pneumaticky (S5T-2, S5T-3).
Kola jsou ocelová disková. Rozměr ráfků je 6,00 T-20 (S5T) nebo 7"-20 (S5T-2, S5T-3). Ráfky jsou opatřeny pneumatikami rozměru 9,00-20 HD. Celkový počet kol je 6 + 1 náhradní.

### Kabina
Kabina je celokovová svařovaná, se dvěma místy pro řidiče a spolujezdce a jedním nouzovým. Kabina je na rámu pružně uložena na čtyřech bodech a je sklopná dopředu. Přední okno je dvoudílné šípové.

### Tabulka technických dat
Údaje jsou převzaty z příručky Údržba, obsluha a opravy automobilů Praga V3S a S5T  a platí pro valník se standardním rozvorem.
| Verze                                              | S5T-1        | S5T-2        | S5T-3          |
| -------------------------------------------------- | ------------ | ------------ | -------------- |
| Motor                                              | T 912-1      | T 912-2      | T 912-3        |
| Pohotovostní hmotnost šasi s kabinou               | 4040 kg      | 4000 kg      | 4000 kg        |
| Pohotovostní hmotnost valníku                      | 4520 kg      | 4460 kg      | 4460 kg        |
| Užitečná hmotnost                                  | 5000 kg      | 6000 kg      | 6000 kg        |
| Celková hmotnost                                   | 9760 kg      | 10 700 kg    | 10 700 kg      |
| Největší hmotnost přívěsu                          | 6000 kg      | 8000 kg      | 8000 kg        |
| Rozvor náprav                                      | 4090 mm      | 4090 mm      | 4090 mm        |
| Rozchod kol vpředu                                 | 1860 mm      | 1844 mm      | 1844 mm        |
| Rozchod kol vzadu                                  | 1650 mm      | 1650 mm      | 1650 mm        |
| Největší délka                                     | 6650 mm      | 6650 mm      | 6650 mm        |
| Největší šířka                                     | 2334 mm      | 2317 mm      | 2317 mm        |
| Největší výška nezatíženého vozu                   | 2350 mm      | 2350 mm      | 2350 mm        |
| Světlá výška                                       | 280 mm       | 280 mm       | 280 mm         |
| Maximální stoupavost na silnici při plném zatížení | 30,8 %       | 32,1 %       | 28,0 %         |
| Maximální stoupavost na silnici s přívěsem         | 16,3 %       | 18,5 %       | 16,5 %         |
| Nejvyšší rychlost                                  | 70 km/h      | 72 km/h      | 79 km/h        |
| Spotřeba paliva plně zatíženého vozu               | 19 l /100 km | 20 l /100 km | 18,4 l /100 km |